# Erika Sunnegårdh
Margareta Erika Sunnegårdh, född 11 mars 1966 i Danderyds församling, Stockholms län, är en svensk operasångerska (sopran). Hon är dotter till Arne Sunnegårdh och Margareta Backer Sunnegårdh samt halvsyster till Thomas Sunnegårdh. 

## Utbildning
Erika Sunnegårdh studerade musik i New York vid Manhattan School of Music (Bachelor Degree, 1992) och Aaron Copland School of Music vid Queens College (Master Degree in Music, 1999) innan hon som 38-åring gjorde sin debut i Turandot på Malmö opera och musikteater i september 2004. Då hade hon anmärkningsvärt nog redan skrivit kontrakt med Metropolitanoperan i New York.

## Karriär
Den 1 april 2006 gjorde hon en succéartad debut på Metropolitan något tidigare än planerat, då hon med kort varsel fick hoppa in i rollen som Leonore i Beethovens Fidelio. Detta skedde i en matinéföreställning som sändes i radio till en miljonpublik. Därefter sjöng hon vid samma scen Turandot. 
Sedan dess har hon framträtt som Turandot, Tosca, Salome, Chrysotemis, Senta och Lady Macbeth på scener såsom Oper Frankfurt, Oper Köln, Wiener Staatsoper, Deutsche Oper Berlin, Teatro Communale di Bologna, Teatro Petruzzelli Bari, Liceu Barcelona, Grand Theatre de Genève, Atlanta Opera, Nashville Opera, New National Theater Tokyo, Kungliga Operan Stockholm, Malmö Opera; samt konsertant med orkestrar såsom Berliner Filharmoniker, Gewandhaus Leipzig, Radiosymfonikerna, Göteborgs symfoniorkester, MET Orchestra vid Carnegie Hall, Auckland Philharmonia, RAI Orchestra.
Sommaren 2006 var hon en av sommarvärdarna i Sveriges Radio P1.

## Diskografi
- Leonore i Beethovens Fidelio. New York, 2006 (MET debut). Premiere Opera 2522-2. (www.premiereopera.com).
- Leonore i Beethovens Fidelio. Auckland, 2006. Premiere Opera 4058-2. (www.premiereopera.com).
- Lady Macbeth i Verdis Macbeth. Vienna, 2009. Premiere Opera 4128-3. (www.premiereopera.com).
- Titelrollen i Richard Strauss Salome. Bologna 2010. Premiere Opera 4328-2. (www.premiereopera.com).
- Mahler, Symphony 8. Dir. R. Chailly. DVD. 2011. Accentus Music.
- Who might sing in all the muted woods? Erika Sunnegårdh sings songs created by Joel Mandelbaum. 2002. Capstone.
- Chrysotemis i Richard Strauss Elektra. Geneva, 2010. Premiere Opera 6348-2. (www.premiereopera.com).
- Titerollen i Richard Strauss Salome. DVD. Orchestra Teatro Comunale di Bologna Dir. Nicola Luisotti. 2010. DVD. Arthaus 101699.
- Helmwige i Richard Wagners Die Walküre. Festival d'Aix-en-Provence. Grand Théâtre de Provence. Dir. Sir Simon Rattle. 2007. House of Opera CD89084. (www.operapassion.com). Även utgiven som DVD av BelAirClassiques BAC034.
- Janácek, Leos, Jenufa. Malmö Opera. Dir. Marko Ivanovic. DVD. Arthaus 101665. (www.naxosdirect.se).
- Erika Sunnegårdh - Beethoven/Wagner/Strauss, Malmö Symfoniorkester, Will Humburg, 2013  (www.cdbaby.com)

Samtliga länkar lästa 15 januari 2013.